# Wuling Hongguang Mini EV
La Wuling Hongguang Mini EV (chinois : 五菱宏光mini EV ; pinyin : Wǔlíng Hóngguāng Mini EV) est une citadine électrique produite depuis 2020 par la coentreprise sino-américaine SAIC-GM-Wuling pour sa marque Wuling.

## Aperçu

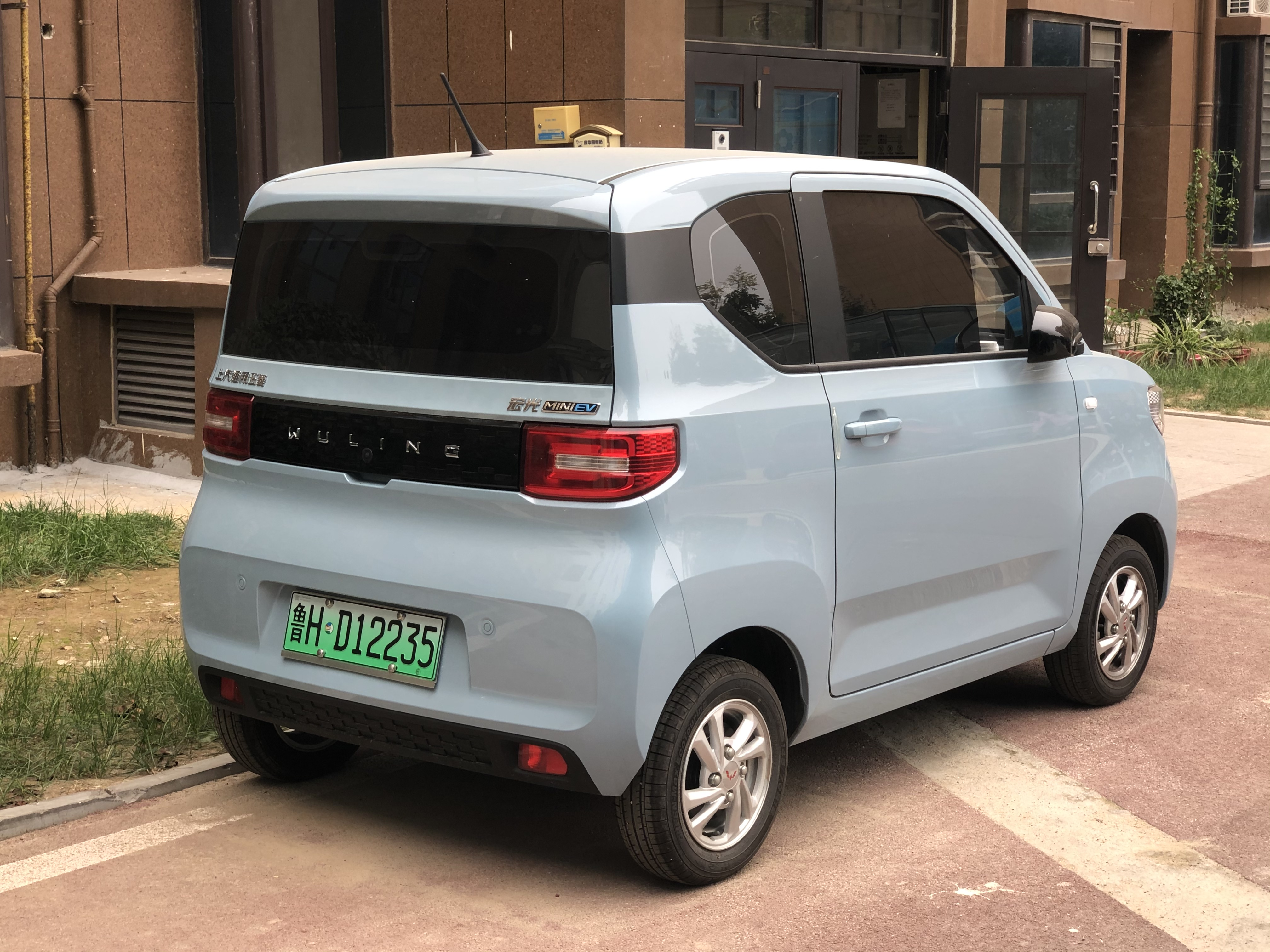
Arrière de la Hongguang Mini EV

La Wuling Hongguang Mini EV est équipée d'une batterie de 9,2 kWh capable d'une autonomie de 120 km ou d'une batterie de 13,8 kWh capable d'une autonomie de 170 km.
La Hongguang Mini peut accueillir quatre personnes et est propulsée par un moteur électrique unique de 13 kW produisant 17,4 chevaux à propulsion arrière. La Hongguang Mini EV a une vitesse de pointe de 100 km/h et une autonomie estimée de 171 km. La consommation d'énergie estimée de la Wuling Hongguang Mini EV est de 8,1 kWh/100 km.
En 2020, la Hongguang Mini avait un prix commençant à 4 162 USD et se terminant à 5 607 USD pour un modèle tout équipé, ce qui en faisait le véhicule électrique le moins cher de Chine. Les caractéristiques de sécurité standard de la Hongguang Mini comprennent l'ABS, des capteurs de surveillance de la pression des pneus et des capteurs de stationnement arrière. La Hongguang Mini dispose également de fonctionnalités standard, notamment la climatisation, des vitres électriques, un système stéréo, 12 compartiments de rangement, 741 litres de coffre quand les sièges arrière sont rabattus et les pédales d'accélération et de freinage comportent des symboles positifs et négatifs.
En octobre 2020, la Hongguang Mini a dépassé la Tesla Model 3 pour devenir le véhicule électrique le plus vendu en Chine, avec 55 781 ventes au cours des trois mois se terminant le 31 octobre.
Le véhicule compte 200 000 ventes au second semestre 2020, soit 1000 ventes par jour en moyenne. Les ventes montent à 424 138 unités sur l'année 2021 soit le deuxième véhicules le plus vendus au monde après la tesla model 3.

## Développement
Il a été rapporté qu'il n'a fallu que 12 mois à la société pour concevoir et lancer la production de la Wuling Hongguang Mini EV.

## Versions

### Hongguang Mini EV Cabrio
Une version cabriolet du Hongguang Mini EV appelée Hongguang Mini EV Cabrio avec un toit pliant a été dévoilée lors du Salon de l'auto de Shanghai 2021, qui devait entrer en production en Chine en 2022.

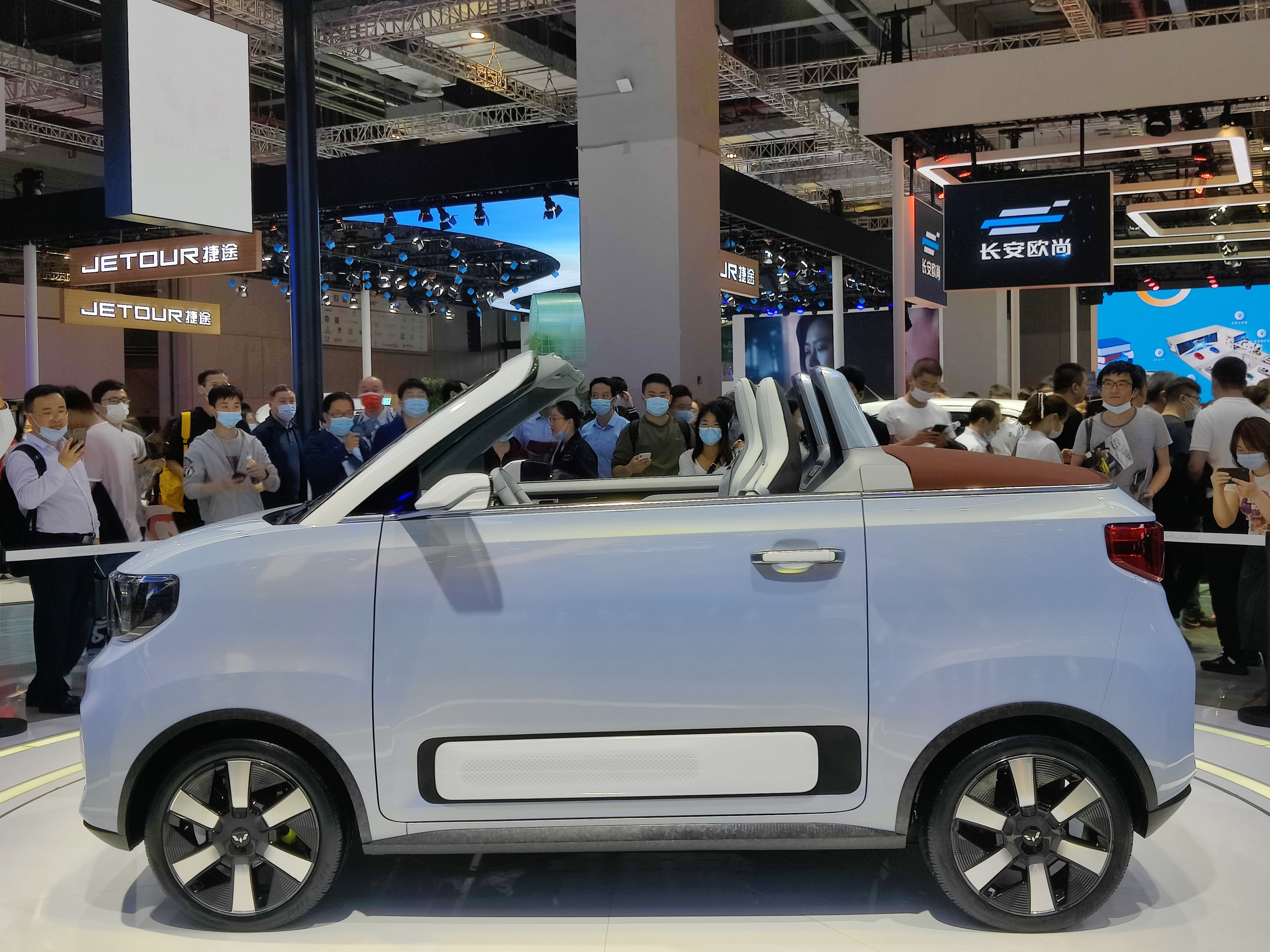
Wuling Hongguang Mini EV Macaron (vue de côté)
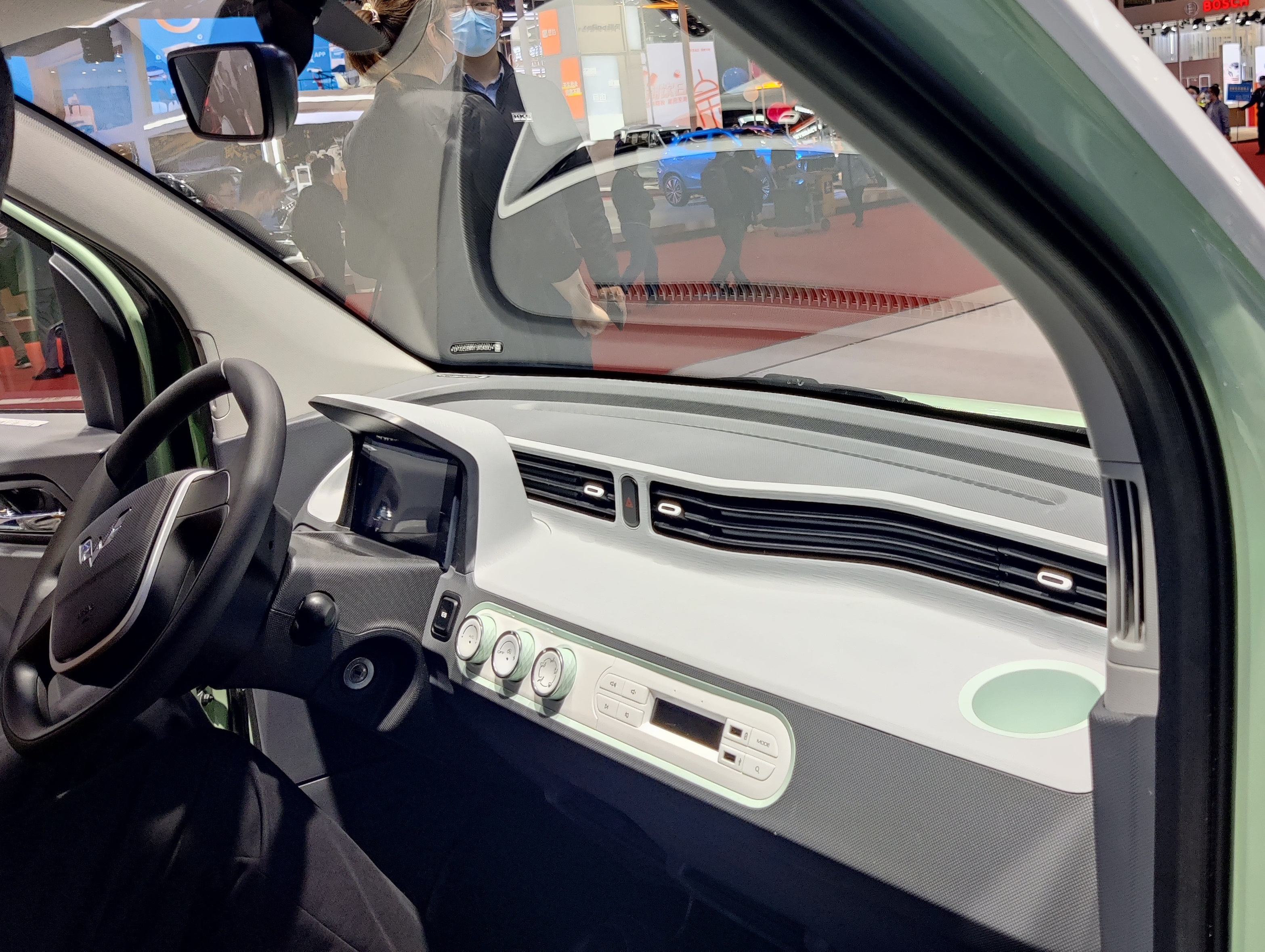
Wuling Hongguang Mini EV Macaron (intérieur coté passager)

### Dartz FreZe Nikrob
En 2021, la société Dartz a lancé la commercialisation de la Hongguang Mini EV en Europe sous le nom de Dartz FreZe Nikrob, avec un prix d'environ 9 999 € et assemblé en Lituanie par Nikrob avec des pièces importées de Chine,,, une version Luxury sera également disponible à 14 999 €[réf. nécessaire].